# 10785 Dejaiffe
10785 Dejaiffe è un asteroide della fascia principale. Scoperto nel 1991, presenta un'orbita caratterizzata da un semiasse maggiore pari a 2,8336890 UA e da un'eccentricità di 0,1196979, inclinata di 3,34841° rispetto all'eclittica.